# Кустарно приготовленные препараты из эфедрина
Куста́рно пригото́вленные препара́ты из эфедри́на — экстракции эфедрина или псевдоэфедрина из промышленных лекарственных препаратов, используемые в качестве психостимуляторов.

## Общие сведения
Применяются, как правило, внутривенно или перорально, реже ингаляционно или интраназально.
Препарат, получаемый путём обработки эфедринсодержащих лекарственных средств перманганатом калия и уксусной кислотой, известен как эфедрон (меткатинон); при обработке псевдоэфедрина красным фосфором и йодом получают раствор первитина (метамфетамина).
В Российской Федерации действуют ограничения на распространение прекурсоров, которые могут быть использованы для приготовления этих наркотических средств. Многие из них входят в «Перечень наркотических средств, психотропных веществ и их прекурсоров, подлежащих контролю в Российской Федерации; Список IV»: эфедрин, псевдоэфедрин, норпсевдоэфедрин, фенилпропаноламин (оборот ограничен, особые меры контроля); перманганат калия, соляная кислота, уксусная кислота в концентрации 80 % или более. Аналогичные ограничения действуют на Украине.

## История

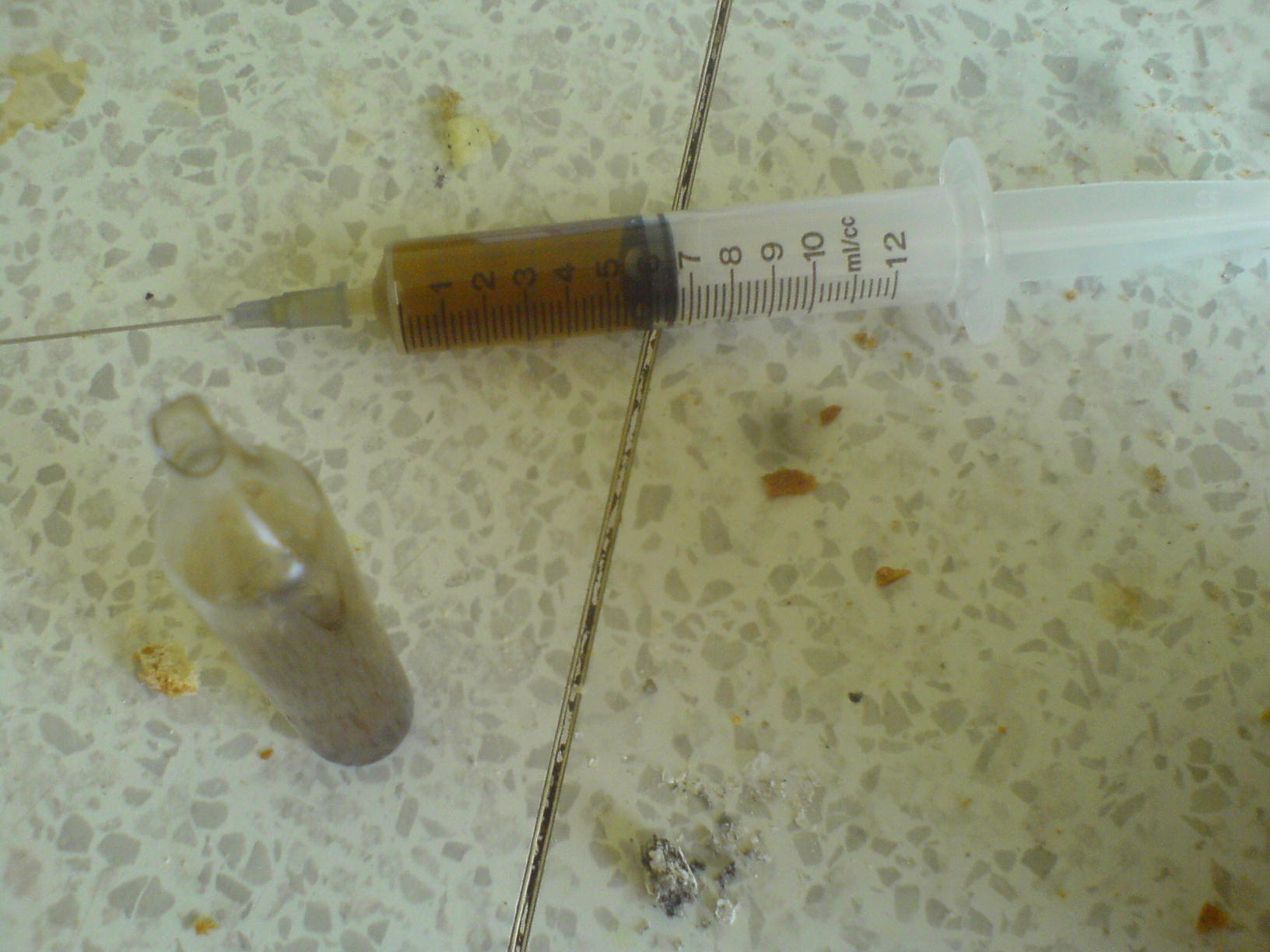
Кустарно изготовленный наркотик из медицинского препарата

Кустарно приготавливаемые препараты из эфедрина, псевдоэфедрина и препаратов, содержащих эти вещества, длительное время называли «советским наркотиком», исходя из их популярности в СССР. По мнению А. Данилина, использовать их начали ещё до Великой Отечественной войны в советских спецслужбах. От них сведения о кустарных способах изготовления наркотических средств переместились в места заключения, откуда после амнистии 1953 года эта информация широко распространилась и на свободе. Уже́ в середине 1960-х с последствиями их применения столкнулись советские психиатры-наркологи. В 1970-х первитин использовался многими представителями маргинальных социальных групп в СССР, но наибольшую популярность наркотики, производимые в домашних условиях, получили в конце 1980-х — начале 1990-х, когда каждый третий наркоман злоупотреблял именно этими средствами. Связано это было с тем, что при наличии рецепта в аптеке можно было приобрести больши́е дозы эфедрина, а из него было несложно изготовить эфедрон или первитин. На начало XXI века на территории СНГ эфедроновая наркомания занимает третье место по распространённости после употребления марихуаны и опиатов. Рост популярности эфедрона отмечается и в работе заведующей сектором девиантного поведения Института социологии РАН М. Е. Поздняковой. В Москве и Московской области, по данным МВД, в 2000 году существовало около 6—8 тыс. первитиновых притонов. В последние годы, несмотря на возрастающую популярность кокаина и амфетаминов, уровень употребления кустарно приготавливаемых наркотических средств остаётся высоким.

## Внешний вид
Жидкость от желтоватого, розово-красного до бурого цвета, тёмный порошок.

## Механизм действия
Эфедрон и первитин — непрямые моноаминовые агонисты. Они вызывают высвобождение из пресинаптических окончаний норадреналина, серотонина и дофамина и таким образом влияют не только на центральную, но и на периферическую нервную систему человека. Хотя они блокируют обратное поглощение катехоламинов, те всё же могут транспортироваться в нервное окончание. На клеточном уровне они ингибируют накопление дофамина в везикулах и разрушение его моноаминоксидазой (МАО).
Это ведёт к накоплению дофамина в синапсе и гиперактивации постсинаптических рецепторов. Длительное повторное употребление психостимуляторов истощает запас катехоламинов, поэтому у наркоманов в течение физиологического их восстановления (несколько суток) наблюдается раздражительная слабость, подобная неврастении.

### Фармакокинетика. Фармакодинамика
При введении внутривенно действие начинается в течение нескольких секунд. Период полувыведения — 8—12 часов, время максимального действия — 10—24 часов, время выведения метаболитов из организма — 2—3 суток.

## Клинические эффекты
По МКБ 10, вызываемые эфедроном и первитином психические и поведенческие расстройства относятся к категории F15.

### Острое наркотическое опьянение
Наркотическое опьянение, вызываемое эфедроном и первитином, аналогично действию других наркотиков-психостимуляторов. Продолжительность непосредственного воздействия эфедрона составляет 4—5 часов. Продолжительность последствий после приёма наркотика может достигать от 5—6 часов до нескольких суток. Эффект наркотического опьянения быстро сменяется плохим настроением, усталостью, апатией, психической неуравновешенностью. Окружающее вызывает тревогу. Возможны бредовые идеи преследования. Походка шаткая, речь смазанная.

### Периферические эффекты
1. Сердечно-сосудистая система[8]:
  1. учащённое сердцебиение;
  2. стенокардия;
  3. аритмия (экстрасистолия);
2. Дыхательная система — расширение бронхов[8];
3. Пищеварительная система[8]:
  1. анорексия;
  2. тошнота и рвота;
  3. кишечная колика;
  4. усиление перистальтики кишечника;
  5. диарея;
  6. металлический привкус во рту;
4. Мочевыделительная система — диуретический тиазидоподобный[англ.]эффект[8];
5. Эндокринная система — патология молочных желёз (особенно у женщин с кистозно-фиброзными заболеваниями)[8].

### Атипичные реакции при употреблении эфедрона и первитина
К таковым принадлежит так называемый первитиновый и эфедроновый параноидальный психоз, впервые описанный в 1958 англ. P. H. Connell под названием «амфетаминовый психоз» и в настоящее время классифицируемый как разновидность стимуляторного психоза: у наркомана нарастают тревога, страх, подозрительность, затем появляются галлюцинации и параноидные идеи (бред отношения, паралогическое мышление), психомоторное возбуждение, символическое мышление. Возможны агрессивные действия к «преследователям». Как сообщает А. Данилин, в отсутствие специализированной медицинской помощи человек может умереть уже́ после 5—го — 6-го случая стимуляторного психоза от отёка головного мозга.
Среди других атипичных реакций при употреблении эфедрона и первитина следует назвать сумеречное помрачение сознания, импульсивную стереотипию, персеверацию.

### Хронические психозы при употреблении эфедрона и первитина
При употреблении первитина может наступить хронический первитиновый психоз, проявляющийся стойкой галлюцинаторно-параноидной симптоматикой. На фоне дисфории и страха развивается бред преследования, отношения и влияния, возникают зрительные галлюцинации. Может наступить синдром Кандинского — Клерамбо. Длительность такого состояния варьирует от 2—3 недель до многих месяцев. Хронический первитиновый психоз по своей симптоматике похож на шизофрению.

### Передозировка
При передозировке эфедрона и первитина наступает синдром деперсонализации-дереализации, тактильные, зрительные и слуховые галлюцинации, среди вегетативных нарушений: сухость во рту, бледность, артериальная гипертензия, экстрасистолия.

### Абстинентный синдром
Прежде всего проявляется «соматовегетативными изменениями»: головная боль, сердцебиение и стенокардия, боль в мышцах, судороги мимических мышц и мышц языка. Движения атактичные, нарушена их координация. Наблюдаются лихорадка, гипергидроз, белый дермографизм, тактильная гиперестезия. В психической сфере наблюдается тревога, подозрительность и страх. На высоте этих явлений может наступить делирий. При абстиненции на III стадии наркомании возможны гипомания и паранойяльный синдром. Длится абстинентный синдром даже при наличии медицинской помощи 2—3 дня, после чего наступает ещё более длительный (до 1,5 месяца) постабстинентный синдром: общая слабость, адинамия, депрессивный синдром, лабильность эмоций.

### Пирогенная реакция
В связи с тем, что эфедрон и первитин готовят и применяют в условиях, далёких от стерильных, часто на фоне их приёма возникает токсемия, которая может привести к сепсису или септическому или инфекционно-токсическому шоку.

## Зависимость. Наркомания

Стоматологические нарушения вследствие приёма метамфетамина.

Психическая и физическая зависимость крайне выражены. Особенно быстро зависимость в виде компульсивной потребности возникает при внутривенном введении первитина. Физическая зависимость наступает через 2—3 недели регулярного перорального приёма или 3—5 инъекций, психическая — гораздо раньше.
Наркомания развивается в 3 стадии. Первая представлена психической зависимостью; вторая — значительным увеличением толерантности с употреблением до 0,8 г первитина в сутки, при этом психическая активность сменяется физической, отходя на второй план; третья — синдром последствий хронической наркотизации, для которого, помимо общих явлений, характерны сильные нарушения воли, потеря морально-этических норм. Самые грубые из них — апато-абулия, агрессия, аутоагрессия, половые извращения (педофилия, геронтофилия). Такие наркоманы часто совершают преступления с насилием над личностью и на половой почве. Страдает и физическое состояние организма. Также употребление наркотиков обычно приводит к проблемам с законом.

## Первая помощь при интоксикации
При простом наркотическом опьянении эфедроном или первитином вводят диазепам и с целью дезинтоксикации — изотонический хлорид натрия. При экстрасистолии вводят новокаинамид. С осторожностью вводят нейролептики: галоперидол может вызвать выраженную акатизию, аминазин и тизерцин — ортостатический коллапс. При выраженном параноидном синдроме применяют диазепам, хлорпротиксен и тизерцин.

## Социальные аспекты употребления
Среди факторов, приводящих к первому употреблению кустарно приготовленных психостимуляторов, главным стоит считать имитацию. Часто на лицо, особенно психически незрелое, влияет группа людей, уже́ принимавших наркотики (групповой конформизм). Как правило, вовлечение происходит в группе, где уже́ есть опытный наркоман, что связано с определённой сложностью технологии приготовления наркотических средств и необходимости обладать хотя бы первичными навыками.